# 2008-as FIFA-klubvilágbajnokság
A 2008-as FIFA-klubvilágbajnokság a klubvilágbajnokság ötödik kiírása, melyet 2008. december 11. és december 21. között rendeztek meg Japánban. A tornát a Manchester United nyerte, miután a döntőben 1–0-ra legyőzte az LDU Quitot.
Az ötödik helyért rendezett mérkőzést törölték a 2007-es kiírásban, ezen a tornán viszont lejátsszák ezt a találkozót. A pénzdíjat 500 000 amerikai dollárról 16,5 millió dollárra növelték.

## Részt vevő csapatok
| Csapat                       | Konföderáció | Kvalifikáció módja                           |
| ---------------------------- | ------------ | -------------------------------------------- |
| Az elődöntőben csatlakozik   |              |                                              |
| LDU Quito                    | CONMEBOL     | A 2008-as Copa Libertadores győztese         |
| Manchester United            | UEFA         | A 2007–2008-as UEFA-bajnokok ligája győztese |
| A negyeddöntőben csatlakozik |              |                                              |
| Pachuca                      | CONCACAF     | A 2008-as CONCACAF-bajnokok kupája győztese  |
| Gamba Oszaka                 | AFC          | A 2008-as AFC-bajnokok ligája győztese       |
| El-Ahlí                      | CAF          | A 2008-as CAF-bajnokok ligája győztese       |
| A selejtezőben csatlakozik   |              |                                              |
| Waitakere United             | OFC          | A 2007–2008-as OFC-bajnokok ligája győztese  |
| Adelaide United              | Házigazda*   | A 2008-as AFC-bajnokok ligája ezüstérmese*   |

* – Mivel a Gamba Oszaka nyerte az AFC-bajnokok ligáját, így az Adelaide United kapta meg a jogot az indulásra, mint az AFC-bajnokok ligája legjobb nem japán csapata.

## Mérkőzések

### Ágrajz
|  |                         |                         |                         |                         |                         |                         |                         |                         |                         |                 |                 |                 |           |  |  |                         |                         |                         |
|  | Selejtező               | Selejtező               | Selejtező               |                         |                         | Negyeddöntők            | Negyeddöntők            | Negyeddöntők            |                         |                 | Elődöntők       | Elődöntők       | Elődöntők |  |  | Döntő                   | Döntő                   | Döntő                   |
|  | Selejtező               | Selejtező               | Selejtező               |                         |                         | Negyeddöntők            | Negyeddöntők            | Negyeddöntők            |                         |                 | Elődöntők       | Elődöntők       | Elődöntők |  |  | Döntő                   | Döntő                   | Döntő                   |
|  | december 11. – Tokió    | december 11. – Tokió    | december 11. – Tokió    | december 14. – Tojota   | december 14. – Tojota   | december 14. – Tojota   | december 18. – Jokohama | december 18. – Jokohama | december 18. – Jokohama |                 |                 |                 |           |  |  |                         |                         |                         |
|  | december 11. – Tokió    | december 11. – Tokió    | december 11. – Tokió    | december 14. – Tojota   | december 14. – Tojota   | december 14. – Tojota   | december 18. – Jokohama | december 18. – Jokohama | december 18. – Jokohama |                 |                 |                 |           |  |  |                         |                         |                         |
|  | Adelaide United         | Adelaide United         | 2                       | Adelaide United         | Adelaide United         | 0                       | Gamba Oszaka            | Gamba Oszaka            | 3                       |                 |                 |                 |           |  |  |                         |                         |                         |
|  | Adelaide United         | Adelaide United         | 2                       | Adelaide United         | Adelaide United         | 0                       | Gamba Oszaka            | Gamba Oszaka            | 3                       |                 |                 |                 |           |  |  |                         |                         |                         |
|  | Waitakere United        | Waitakere United        | 1                       |                         |                         | Gamba Oszaka            | Gamba Oszaka            | 1                       |                         |                 | Manchester Utd. | Manchester Utd. | 5         |  |  | december 21. – Jokohama | december 21. – Jokohama | december 21. – Jokohama |
|  | Waitakere United        | Waitakere United        | 1                       |                         |                         | Gamba Oszaka            | Gamba Oszaka            | 1                       |                         |                 | Manchester Utd. | Manchester Utd. | 5         |  |  | december 21. – Jokohama | december 21. – Jokohama | december 21. – Jokohama |
|  |                         |                         |                         |                         |                         |                         |                         |                         |                         | LDU Quito       | LDU Quito       | 0               |           |  |  |                         |                         |                         |
|  |                         |                         |                         |                         |                         |                         |                         |                         |                         | LDU Quito       | LDU Quito       | 0               |           |  |  |                         |                         |                         |
|  | december 13. – Tokió    | december 13. – Tokió    | december 13. – Tokió    | december 17. – Tokió    | december 17. – Tokió    | december 17. – Tokió    |                         |                         | Manchester Utd.         | Manchester Utd. | 1               |                 |           |  |  |                         |                         |                         |
|  | december 13. – Tokió    | december 13. – Tokió    | december 13. – Tokió    | december 17. – Tokió    | december 17. – Tokió    | december 17. – Tokió    |                         |                         | Manchester Utd.         | Manchester Utd. | 1               |                 |           |  |  |                         |                         |                         |
|  | El-Ahlí                 | El-Ahlí                 | 2                       | Pachuca                 | Pachuca                 | 0                       |                         |                         |                         |                 |                 |                 |           |  |  |                         |                         |                         |
|  | El-Ahlí                 | El-Ahlí                 | 2                       | Pachuca                 | Pachuca                 | 0                       |                         |                         |                         |                 |                 |                 |           |  |  |                         |                         |                         |
|  | Pachuca                 | Pachuca                 | 4                       |                         |                         | LDU Quito               | LDU Quito               | 2                       |                         |                 |                 |                 |           |  |  |                         |                         |                         |
|  | Pachuca                 | Pachuca                 | 4                       |                         |                         | LDU Quito               | LDU Quito               | 2                       |                         |                 |                 |                 |           |  |  |                         |                         |                         |
|  |                         |                         |                         |                         |                         |                         |                         |                         |                         |                 |                 |                 |           |  |  |                         |                         |                         |
|  |                         |                         |                         |                         |                         |                         |                         |                         |                         |                 |                 |                 |           |  |  |                         |                         |                         |
|  | Az 5. helyért           | Az 5. helyért           | Az 5. helyért           | Bronzmérkőzés           | Bronzmérkőzés           | Bronzmérkőzés           |                         |                         |                         |                 |                 |                 |           |  |  |                         |                         |                         |
|  | Az 5. helyért           | Az 5. helyért           | Az 5. helyért           | Bronzmérkőzés           | Bronzmérkőzés           | Bronzmérkőzés           |                         |                         |                         |                 |                 |                 |           |  |  |                         |                         |                         |
|  | december 18. – Jokohama | december 18. – Jokohama | december 18. – Jokohama | december 21. – Jokohama | december 21. – Jokohama | december 21. – Jokohama |                         |                         |                         |                 |                 |                 |           |  |  |                         |                         |                         |
|  | december 18. – Jokohama | december 18. – Jokohama | december 18. – Jokohama | december 21. – Jokohama | december 21. – Jokohama | december 21. – Jokohama |                         |                         |                         |                 |                 |                 |           |  |  |                         |                         |                         |
|  | El-Ahlí                 | El-Ahlí                 | 0                       | Pachuca                 | Pachuca                 | 0                       |                         |                         |                         |                 |                 |                 |           |  |  |                         |                         |                         |
|  | El-Ahlí                 | El-Ahlí                 | 0                       | Pachuca                 | Pachuca                 | 0                       |                         |                         |                         |                 |                 |                 |           |  |  |                         |                         |                         |
|  | Adelaide United         | Adelaide United         | 1                       | Gamba Oszaka            | Gamba Oszaka            | 1                       |                         |                         |                         |                 |                 |                 |           |  |  |                         |                         |                         |
|  | Adelaide United         | Adelaide United         | 1                       | Gamba Oszaka            | Gamba Oszaka            | 1                       |                         |                         |                         |                 |                 |                 |           |  |  |                         |                         |                         |

### Selejtező
| 2008. december 11. 19:45 | Adelaide United     | 2 – 1                 | Waitakere United | Nemzeti Stadion, Tokió Nézőszám: 19 777 Játékvezető: Benúza (algériai) |
| 2008. december 11. 19:45 | Mullen 39' Dodd 83' | (1 – 1) (Jegyzőkönyv) | Seaman 34'       | Nemzeti Stadion, Tokió Nézőszám: 19 777 Játékvezető: Benúza (algériai) |

### Negyeddöntők
| 2008. december 13. 13:45 | El-Ahlí                      | 2 – 4 (h.u.)                 | Pachuca                                 | Nemzeti Stadion, Tokió Nézőszám: 30 158 Játékvezető: Ermatov (üzbég) |
| 2008. december 13. 13:45 | Pinto 28' (öngól) Flávio 45' | (2 – 0, 2 – 2) (Jegyzőkönyv) | Montes 47' Giménez 73' 110' Álvarez 98' | Nemzeti Stadion, Tokió Nézőszám: 30 158 Játékvezető: Ermatov (üzbég) |

| 2008. december 14. 19:30 | Adelaide United | 0 – 1                 | Gamba Oszaka | Toyota Stadion, Tojota Nézőszám: 38 141 Játékvezető: Pozo (chilei) |
| 2008. december 14. 19:30 |                 | (0 – 1) (Jegyzőkönyv) | Endó 23'     | Toyota Stadion, Tojota Nézőszám: 38 141 Játékvezető: Pozo (chilei) |

### Elődöntők
| 2008. december 17. 19:30 | Pachuca | 0 – 2                 | LDU Quito             | Nemzeti Stadion, Tokió Nézőszám: 33 366 Játékvezető: Alberto Undiano Mallenco (spanyol) |
| 2008. december 17. 19:30 |         | (0 – 2) (Jegyzőkönyv) | Bieler 4' Bolaños 26' | Nemzeti Stadion, Tokió Nézőszám: 33 366 Játékvezető: Alberto Undiano Mallenco (spanyol) |

| 2008. december 18. 19:30 | Gamba Oszaka                                    | 3 – 5                 | Manchester United                                   | Jokohamai Nemzetközi Stadion, Jokohama Nézőszám: 67 618 Játékvezető: Archundia (mexikói) |
| 2008. december 18. 19:30 | Jamazaki 74' Endó 85' (11-esből) Hasimoto 90+1' | (0 – 2) (Jegyzőkönyv) | Vidić 28' Ronaldo 45+1' Rooney 75' 79' Fletcher 78' | Jokohamai Nemzetközi Stadion, Jokohama Nézőszám: 67 618 Játékvezető: Archundia (mexikói) |

### 5. helyért
| 2008. december 18. 16:30 | El-Ahlí | 0 – 1                 | Adelaide United | Jokohamai Nemzetközi Stadion, Jokohama Nézőszám: 35 154 Játékvezető: O'Leary (Új-zélandi) |
| 2008. december 18. 16:30 |         | (0 – 1) (Jegyzőkönyv) | Cristiano 7'    | Jokohamai Nemzetközi Stadion, Jokohama Nézőszám: 35 154 Játékvezető: O'Leary (Új-zélandi) |

### 3. helyért
| 2008. december 21. 16:30 | Pachuca | 0 – 1                 | Gamba Oszaka                | Jokohamai Nemzetközi Stadion, Jokohama Nézőszám: 62 619 Játékvezető: Pozo (chilei) |
| 2008. december 21. 16:30 |         | (0 – 1) (Jegyzőkönyv) | Jamazaki 29' Futagava 90+3′ | Jokohamai Nemzetközi Stadion, Jokohama Nézőszám: 62 619 Játékvezető: Pozo (chilei) |

### Döntő
| 2008. december 21. 19:30 | LDU Quito | 0 – 1                 | Manchester United    | Jokohamai Nemzetközi Stadion, Jokohama Nézőszám: 68 682 Játékvezető: Ermatov (üzbég) |
| 2008. december 21. 19:30 |           | (0 – 0) (Jegyzőkönyv) | Rooney 73' Vidić 49′ | Jokohamai Nemzetközi Stadion, Jokohama Nézőszám: 68 682 Játékvezető: Ermatov (üzbég) |

| 2008-as FIFA-klubvilágbajnokság bajnoka: |
| ---------------------------------------- |
| Manchester United 1. cím                 |

## Gólszerzők
| 3 gólos - Wayne Rooney (Manchester United) 2 gólos - Christian Giménez (Pachuca) - Endó Jaszuhito (Gamba Oszaka) - Jamazaki Maszato (Gamba Oszaka) 1 gólos - Flávio (El-Ahlí) - Damián Ariel Álvarez (Pachuca) - Claudio Bieler (LDU Quito) - Travis Dodd (Adelaide United) - Daniel Mullen (Adelaide United) - Cristiano (Adelaide United) - Luis Bolaños (LDU Quito) - Hasimoto Hideo (Gamba Oszaka) - Luis Montes (Pachuca) - Cristiano Ronaldo (Manchester United) - Darren Fletcher (Manchester United) - Nemanja Vidić (Manchester United) - Paul Seaman (Waitakere United) Öngól - Fausto Pinto (Pachuca; az El-Ahlí ellen) |